# William C. Dowlan
William C. Dowlan (Saint Paul, 21 de septiembre de 1882,  - Los Ángeles, 6 de noviembre de 1947) fue un actor de cine mudo y cineasta estadounidense, que se destacó durante la década de 1910.
Dowlan comenzó su carrera inicialmente como actor en 1912, pero luego empezó a interesarse en la dirección de películas, alternando así ambas profesiones. Su debut como cineasta fue con la película Her Mysterious Escort, en 1915.
Dirigió películas como Youth's Endearing Charm (1916) y actores como Mary Miles Minter o Harry von Meter. 
Dowlan se retiró definitivamente de la actuación, centrándose en su profesión de cineasta, a fines de la década de 1910, hasta su retiro en 1920. Murió en 1947 a la edad de 65 años.

## Filmografía parcial
- Youth's Endearing Charm (1916)
- Under the Crescent (1915)
- An Idyll of the Hills (1915)
- The Desert Breed (1915)
- All for Peggy (1915)
- Outside the Gates (1915)
- Where the Forest Ends (1915)
- Such Is Life (1915)
- The Threads of Fate (1915)
- The Measure of a Man (1915)
- The Star of the Sea (1915)
- The Sin of Olga Brandt (1915)
- Her Escape (1914)
- A Night of Thrills (1914)
- The Lion, the Lamb, the Man (1914)
- Richelieu (1914)
- The Hopes of Blind Alley (1914)
- The Forbidden Room (1914)
- The Unlawful Trade (1914)
- The Tragedy of Whispering Creek (1914)
- The End of the Feud (1914)
- The Embezzler (1914)
- The Menace to Carlotta (1914)